# دانيال جيمس (جاسوس)
دانيال جيمس (بالفارسية: دنیل جیمز) هو جاسوس إيراني، ولد في 1962 في طهران في إيران.